# Platyrhinidae
Platyrhinidae – rodzina ryb chrzęstnoszkieletowych z rzędu drętwokształtnych (Torpediniformes).

## Rozmieszczenie geograficzne
Do rodziny należą gatunki występujące w wodach północno-zachodniego i środkowo-wschodniego Oceanu Spokojnego oraz i północno-wschodniego Oceanu Indyjskiego.

## Charakterystyka
Długość ciała 30–90 cm. Zamieszkują wody kontynentalne od chłodnych i umiarkowanych do tropikalnych. Wiodą denny tryb życia w płytkiej wodzie, bytując na miękkich podłożach od brzegu do głębokości co najmniej 137 m, nie przedostając się do wód słodkich. Gatunki należące do tej rodziny są jajorodne. Tryb życia w większości mało poznany; na pokarm składają się głównie małe bezkręgowce morskie, w tym skorupiaki, mięczaki i robakopodobne bezkręgowce.

## Podział systematyczny
Platyrhinidae wcześniej traktowana była jako podrodzina w obrębie Rhinobatidae. Do rodziny należą następujące rodzaje:
- Platyrhina Müller & Henle, 1838
- Platyrhinoidis Garman, 1881 – jedynym przedstawicielem jest Platyrhinoidis triseriata (Jordan & Gilbert, 1880)